# 영등포구 (1948년 선거구)
영등포구는 대한민국의 옛 국회의원 선거구였다. 당시 서울특별시 영등포구 지역을 관할했다.

## 역사
제헌 국회의원 선거를 앞두고 신설되었다.
제2대 국회의원 선거를 앞두고 영등포구 선거구가 갑, 을로 분구되면서 폐지되었다.

## 역대 국회의원
| 선거   | 정당 | 정당       | 의원   |
| ------ | ---- | ---------- | ------ |
| 1948년 |      | 대동청년단 | 윤재욱 |

## 역대 선거 결과

### 대한민국 제헌 국회의원 선거
|  | 28.18% |

|  | 23.43% |

|  | 23.20% |

|  | 11.34% |

|  | 7.28% |

|  | 6.53% |

|  | 0% |